# Taglio Novissimo
Il canale o Taglio Novissimo è un canale artificiale del Veneto.
Fu realizzato agli inizi del Seicento come prolungamento del Taglio Nuovo dopo che questo ha raggiunto il Naviglio del Brenta presso Mira Taglio. Praticamente rettilineo, procede in direzione sud-est per poi piegare verso sud all'altezza di Gambarare. Scorre quindi ai margini della Laguna meridionale, attraverso i territori di Campagna Lupia e Codevigo. Si volge infine ad est, parallelamente al Brenta e, dopo Valli, sfocia in Laguna presso il canale Poco Pesce, da cui si può facilmente raggiungere Chioggia.

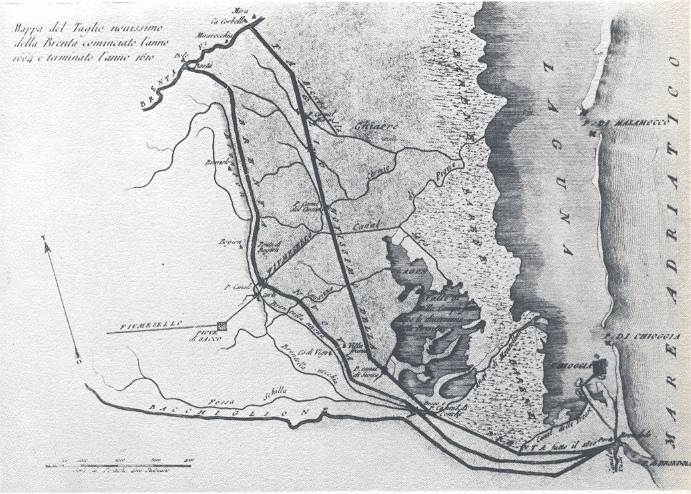
Rappresentazione del Taglio Novissimo allegato alle Memorie storiche dello Zendrini.